# Ensorjaar 2024
Het Ensorjaar 2024 is een eerbetoon aan de Belgische avant-gardekunstenaar James Ensor, die 75 jaar eerder overleed. Tientallen tentoonstellingen en evenementen rond Ensor en diens werk worden vanaf december 2023 gedurende een jaar georganiseerd in de Belgische steden Oostende, Antwerpen en Brussel.

## Oostende

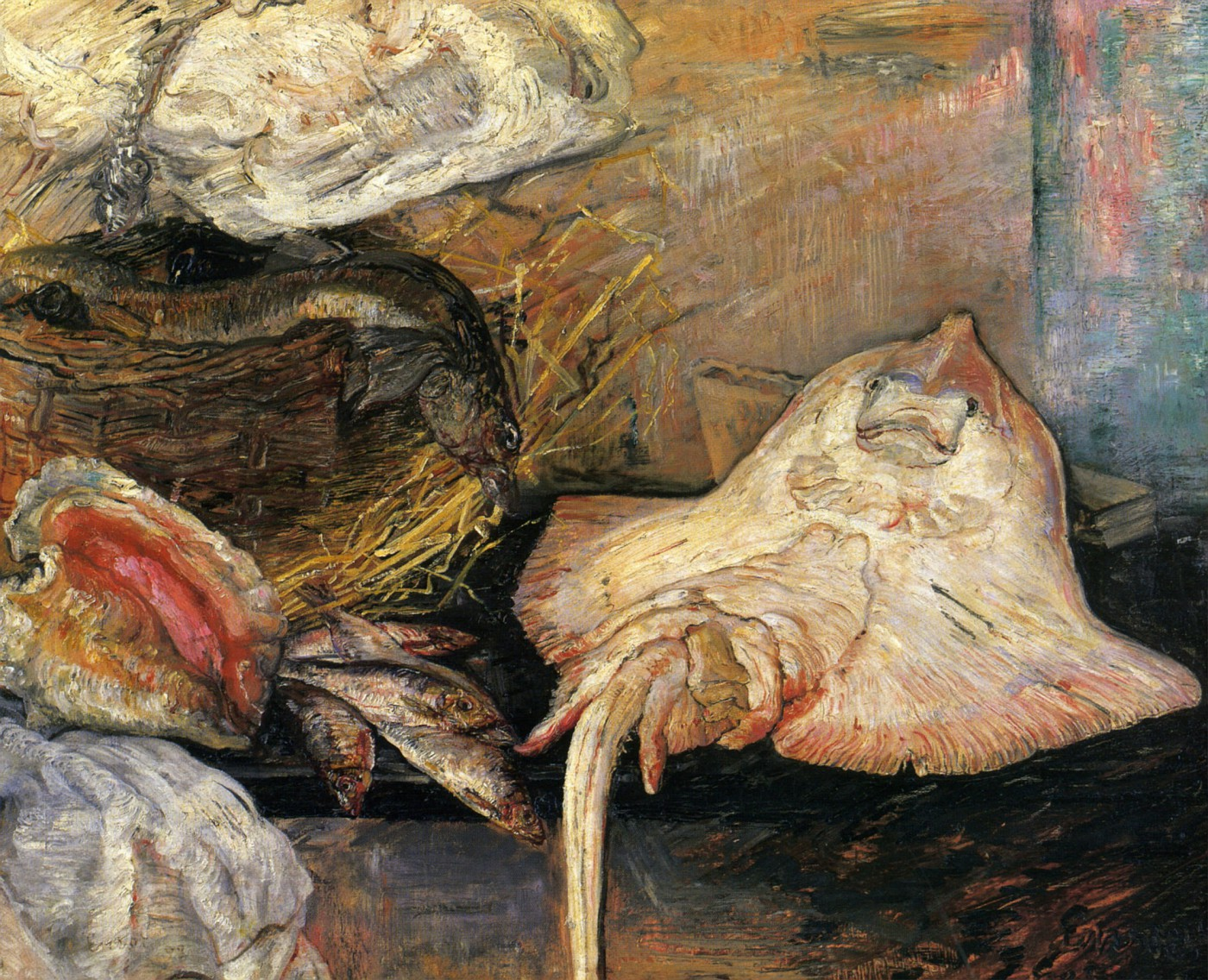
Het stilleven De rob van Ensor (1892)

Als geboorte-, woon- en werkplaats van Ensor startte Oostende het Ensorjaar 2024 op 16 december 2023, met de expo Rose, Rose, Rose à mes yeux! James Ensor en het stilleven in België 1830-1930 in het het Kunstmuseum aan Zee (Mu.ZEE) met het stilleven als hoofdthema. Een veertigtal werken van Ensor, samen met stillevens van andere, vaak vrouwelijke kunstenaars zoals Berthe Art, Louise De Hem en Georgette Meunier, worden tentoongesteld.
Oostende organiseert gedurende een jaar een stadsfestival met meer dan tachtig initiatieven. Zo organiseert het lokale Ensorhuis twee tentoonstellingen met zelfportretten en satirische werken, en de Venetiaanse Gaanderijen een expo midden 2024 met als thema Oostende, Ensors denkbeeldige paradijs. Ook zijn er kinderactiviteiten voorzien. Zo is er in het voorjaar van 2024 in Fort Napoleon een familievoorstelling, gebaseerd op het prentenboek Grote kunst voor kleine kenners: James Ensor met illustraties van Thais Vanderheyden, die kindvriendelijke parodieën maakte van enkele bekende werken van Ensor. Met onder meer een zoektocht naar de maskers van Ensor leren kinderen op speelse wijze kennis maken met de kunstenaar.
The Crystal Ship is een jaarlijks streetartfestival in Oostende. In 2024 is het thema "Carnival of Life" met een knipoog naar Bal du Rat Mort, een gemaskerd galabal dat jaarlijks tussen 1898 en 2020 werd georganiseerd in de kuststad. James Ensor maakte deel uit van de Koninklijke Cercle Cœcilia die de stichters waren van het bal. Veertien Belgische en buitenlandse kunstenaars werden uitgenodigd om tussen 25 maart en 6 april gevels van gebouwen in Oostende te beschilderen met twintig muurtekeningen. Wandel- en fietsroutes worden gedurende een jaar langs het parcours van de werken georganiseerd.

## Brussel
Van februari tot juni 2024 zijn er twee grote tentoonstellingen in Brussel. De Koninklijke Bibliotheek van België (KBR) organiseert de expo James Ensor: Inspired by Brussels met ongeveer twintig schilderijen, dertig tekeningen en veertig etsen van Ensors hand. Het kunstencentrum Bozar belicht in de expo James Ensor, Maestro de minder gekende kunstzinnige vaardigheden van Ensor als schrijver en componist.

## Antwerpen
Vanaf september 2024 organiseert Antwerpen enkele Ensor-tentoonstellingen, waaronder het Koninklijk Museum voor Schone Kunsten Antwerpen (KMSKA) dat met 39 schilderijen en ongeveer 600 tekeningen de grootste Ensorcollectie ter wereld heeft. Met de expositie Ensors stoutste dromen. Het impressionisme voorbij. vertellen ze de evolutie van de kunstenaar. Het Fotomuseum Antwerpen (FoMu) linkt Ensor aan hedendaagse kunst met de expositie Anti-Fashion die foto's van de Amerikaanse fotografe Cindy Sherman tentoonstelt. De expo van het modemuseum ModeMuseum Antwerpen (MoMu) behandelt de maatschappijkritische thema’s van Ensors werk en het Museum Plantin-Moretus zijn technische vaardigheden als etser en drukker.

## Docu: James Ensor – De man achter het masker
Op 1 februari 2024 zond de Vlaamse televisiezender VRT CANVAS de documentaire James Ensor – De man achter het masker uit. Aan bod kwamen acteur en danser Sam Louwyck en hedendaagse kunstenaars als Dennis Tyfus, Kati Heck, Fred Bervoets en Paul McCarthy. Ze verklaren wat voor een persoon Ensor was door de motivatie achter zijn kunstwerken te doorgronden. McCarthy bracht hiervoor een bezoek aan het J. Paul Gettymuseum in Los Angeles, waar de grootste Ensor-schilderij De intrede van Christus in Brussel in 1889 hangt.

## Nationale Expo: Maak je eigen Ensor
De derde editie van de Nationale Expo is een wedstrijd en tentoonstelling van de cvba-so MuseumPASSmusées, in samenwerking met de Koninklijke Bibliotheek van België (KBR) en de VRT. In het voorjaar van 2024 mogen creatievelingen hun nieuwe kunstwerken - met Ensor als inspiratiebron - opsturen. Een jury maakt uit de inzendingen een selectie om in de zomer te tentoonstellen in de KBR in Brussel. In het najaar wordt een deel geveild ten voordele van het goede doel Kom op tegen Kanker. Daarnaast wordt er ook de "Nationale Ket-Expo" voor de jeugd georganiseerd waarbij kinderen de opdracht krijgen een Ensor-masker te maken met gerecycleerd materiaal.